# Lawrence Petrus
Pour les articles homonymes, voir Petrus.
Pas d'image ? Cliquez ici

a Compétitions nationales et continentales officielles uniquement.

b Matchs officiels uniquement.
Dernière mise à jour le 10/02/2021.
Lawrence Petrus, né le 8 avril 1994, est un joueur malaisien de rugby à XV qui joue en tant que pilier.

## Biographie
Lawrence Petrus, membre de l'ethnie Kadazan, commence le rugby à l'âge de 16 ans au sein du Bintulu RC. L'année suivante, il quitte son premier club et rejoint le Sabah Osca Warriors RC, dans son état natal. En 2015 il entre à l'université, et intègre l'équipe de l'Universiti Putra Malaysia, les UPM Serdang Angles, qui évoluent en Malaysia Rugby League Premier (en). Ses bonnes performances lui permettent d'intégrer les sélections régionales qui évoluent en Agong's Cup. De 2015 à 2018, il joue avec la sélection du Sabah, puis rejoint la sélection du Terengganu en 2019, avec qui il remporte la coupe. En 2018, il débute aussi avec l'équipe de Malaisie en championnat d'Asie.
En 2020, il part à l'étranger, et rejoint l'Australie. Il signe avec le club de l'Université d'Australie-Occidentale (l'UWA RUFC), qui évolue en Premiership Grade, la plus haute division de l'état. Avec son équipe, il termine victorieux lors du match de classement pour la 5e place. Sur le plan individuel, il se fait remarquer, étant nommés à deux reprises dans l'équipe-type de la semaine de la compétition, puis étant finalement inclus dans l'équipe-type du championnat en fin d'année.
Ses bonnes performances ne sont pas passées inaperçues, et il signe en 2021 un contrat avec les Manly Marlins, qui évoluent en Shute Shield, la plus haute division en Nouvelle-Galles-du-Sud. Mais il se blesse au poignet droit avant le début de saison, et est indisponible pour toute la durée de la compétition.

## Palmarès
- Agong's Cup 2019